# Bernard Magnin
Pour les articles homonymes, voir Magnin.
Bernard Magnin, né le 29 janvier 1943, à Bellegarde-sur-Valserine et mort le 24 novembre 2021, à Nice, est un joueur français de basket-ball.

## Carrière
- 1963 - 1964 :  SA Lyon (Nationale 1)
- 1964 - 1966 :  JL Bourg-en-Bresse
- 1966 - 1968 :  SA Lyon (Nationale 1)
- 1968 - 1972 :  ASVEL Villeurbanne (Nationale 1)
- 1972 - 1973 :  ASPTT Nice (Nationale 1)
- 1973- 1977 :  Nice Basket Club (Nationale 1)

## Palmarès
- Champion de France en  1969, 1971 et  1972